# Resolució 336 del Consell de Seguretat de les Nacions Unides
La Resolució 336 del Consell de Seguretat de les Nacions Unides, aprovada el 18 de juliol de 1973 després d'examinar l'aplicació de Bahames per a ser membre de les Nacions Unides, el Consell va recomanar a l'Assemblea general que Bahames fos admesa.